# Fallida de Carles II
La fallida de Carles II va ser la fallida de la hisenda pública del rei Carles II de Castella, produïda el 1666, i que després d'alteracions monetàries i fiscals va conduir, entre 1680 i 1686, a la reforma monetària de Carles II.
Les dificultats de la hisenda heretades, puix durant el regnat anterior hi havia hagut quatre fallides, va obligar a la suspensió de pagaments el 1666. L'acumulació de dèbits i impossibilitat de cancel·lar portava periòdicament a decretar la fallida, reconvertint el deute flotant en deute consolidat o juros. Aquesta va ser l'última vegada que es va recórrer a aquest expedient, quedant els rèdits dels juros en gairebé deu milions de ducats el 1669, mentre el valor de les recaptacions era de menys de dotze milions. A partir de llavors es va generalitzar la pràctica de detreure entre un 50 i un 70 per cent dels interessos que havien de percebre els juros. Un altre recurs, l'alteració monetària o premi de la plata, va assolir un màxim del 275 per cent el 1679. La inflació consegüent i la penosa situació de la hisenda havien arribat a un extrem insostenible, de manera que només va poder recórrer a una expeditiva reforma monetària, duta a terme entre 1680 i 1686 pel govern del Duc de Medinaceli. A partir de llavors els preus es van estabilitzar, el valor de la moneda de plata castellana es va equiparar al dels seus equivalents europeus i van millorar les finances tant de la Hisenda com dels particulars, si bé partint d'un nivell enormement precari.